# Het ravenkwartier
Het ravenkwartier (Zweeds: Kvarteret Korpen) is een Zweedse dramafilm uit 1963 onder regie van Bo Widerberg. In 1995 werd de film verkozen tot beste Zweedse film aller tijden.

## Verhaal
Anders woont nog thuis bij zijn ouders in Malmö. Zijn vader is een alcoholist en zijn moeder een werkster. Hij heeft schrijversambities, maar die worden in de kiem gesmoord als een uitgever weigert zijn roman te publiceren. Als hij een meisje zwanger maakt, ontvlucht hij de arbeidersbuurt waarin hij woont. Hij is bang dat hij hetzelfde leven zal leiden als zijn ouders.

## Rolverdeling
| Acteur          | Personage |
| --------------- | --------- |
| Thommy Berggren | Anders    |
| Keve Hjelm      | Vader     |
| Emy Storm       | Moeder    |
| Ingvar Hirdwall | Sixten    |